# Габріелле Фа'амаусілі
Габріелле Фа'амаусілі (англ. Gabrielle Fa'amausili, 17 жовтня 1999) — новозеландська плавчиня.